# Iker Romero

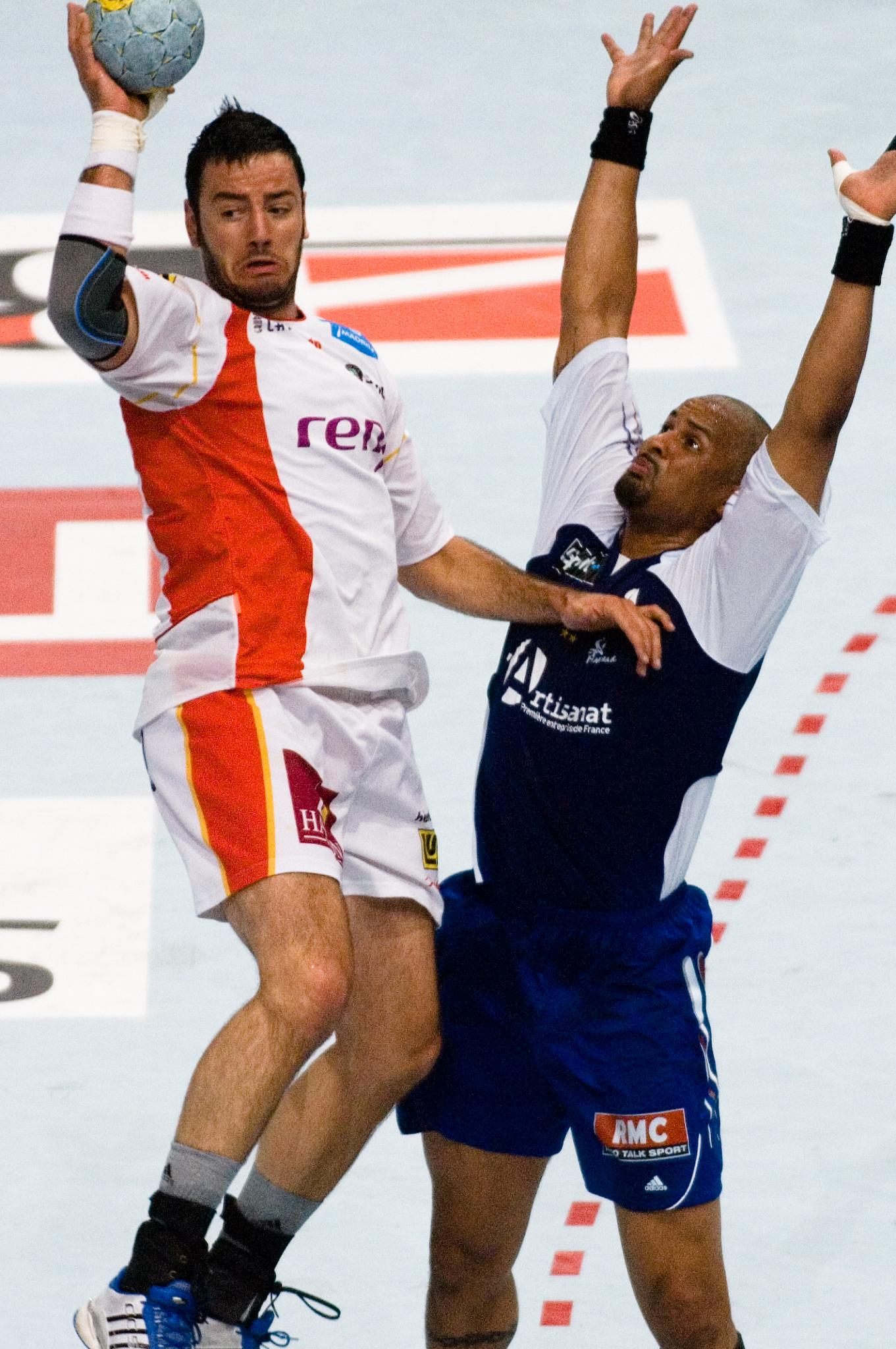
Iker Romero (vänster) och fransmannen Didier Dinart, 2008.

Iker Romero Fernández, född 15 juni 1980 i Vitoria-Gasteiz i Baskien, är en spansk handbollstränare och tidigare handbollsspelare (vänsternia). Han spelade 200 landskamper och gjorde 753 mål för Spaniens landslag och var bland annat med och vann VM-guld 2005 i Tunisien, EM-silver 2006 i Schweiz och VM-brons 2011 i Sverige.

## Klubbar
Som spelare
- BM Valladolid (1997–2000)
- CB Ademar León (2000–2001)
- BM Ciudad Real (2001–2003)
- FC Barcelona (2003–2011)
- Füchse Berlin (2011–2015)

Som tränare
- TSV Hannover-Burgdorf (assisterande, 2017–2021)
- SG BBM Bietigheim (2021–)